# Brigade d'Annam-Laos
La brigade d'Annam-Laos (BAL) est une grande unité de l'Armée française en Indochine pendant la Seconde Guerre mondiale. Elle est chargée de la défense de l'Annam puis son périmètre est étendu au Laos.

## Historique
La brigade est créée le 1er janvier 1935 sous le nom de brigade autonome d'Annam (BAA). Avec son état-major à Hué, la brigade compte alors deux unités, le 10e régiment mixte d'infanterie coloniale et le bataillon de tirailleurs montagnards du Sud-Annam, en plus de l'intendance de Tourane (créée en octobre 1934) et d'une section de recrutement indigène, également à Tourane. La direction de l'artillerie de la brigade est créée à Tourane en 1936.
Elle est renommée brigade d'Annam le 1er mai 1939. En août 1939, la brigade (quartier général à Hué), est composée du 10e RMIC (à Hué, Quy Nhơn et Vinh), du BTMSA (à Buôn Ma Thuột) et du détachement motorisé de Hué, en plus des services. La brigade prend part à la guerre franco-thaïlandaise.  
La brigade d'Annam prend en 1942 le nom de brigade d'Annam-Laos tandis que sont créées en 1941 deux compagnies de chasseurs laotiens rattachées au 10e RMIC,.
La brigade disparaît au combat les 9 et 10 mars 1945 lors du coup de force japonais en Indochine : ses unités mobiles se dispersent dans la brousse pour mener une guérilla mais, isolées, sont détruites entre mars et juillet.

## Commandants
- 1935 - 1937 : général Frech
- 1937 - 1939 : général Deslaurens
- 1939 - 1941 : général Bourdeau
- 1941 - 1945 : général Turquin